# 座位

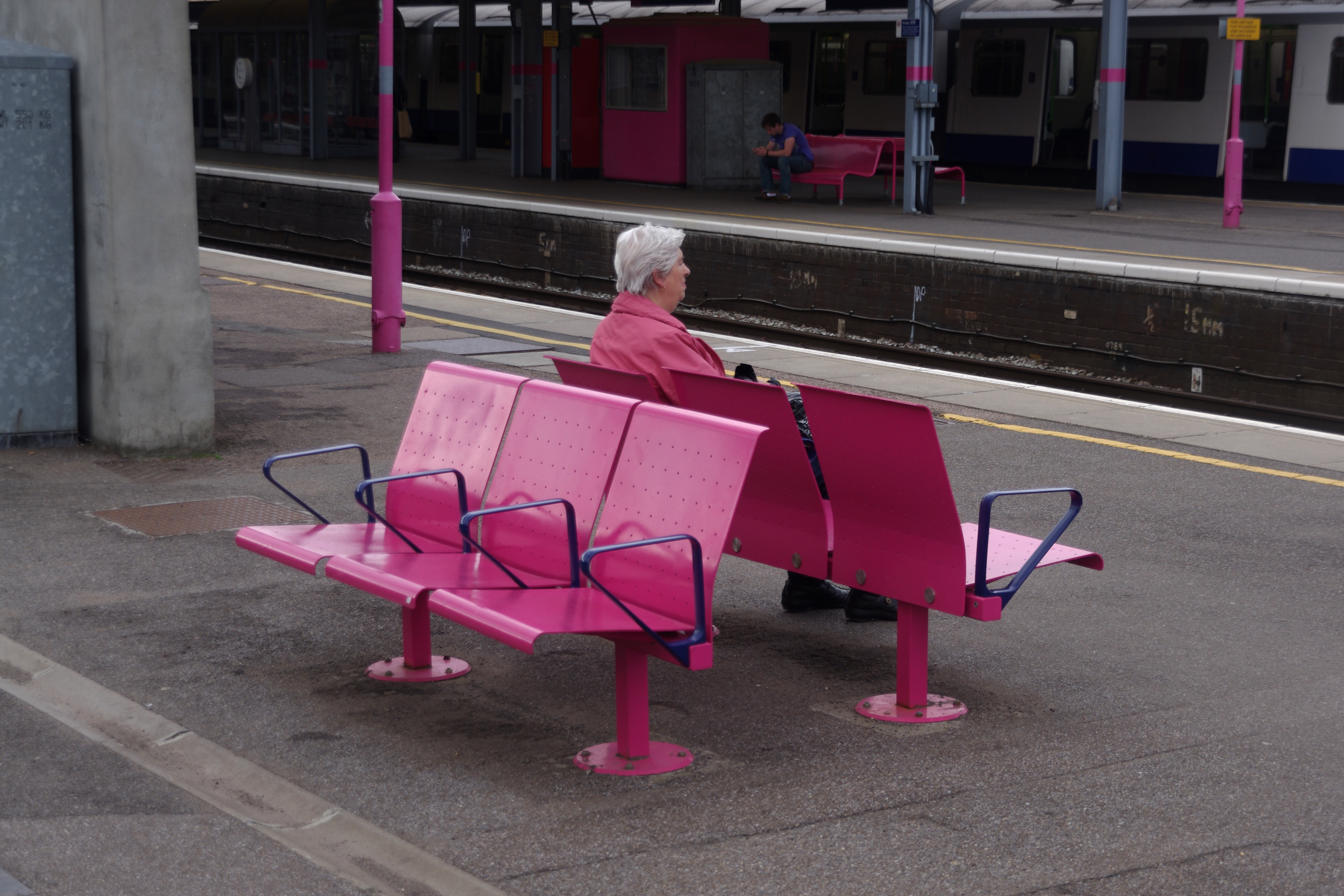
車站月台的座位。

座位是供人坐的位置、設施，是指一個範圍內指定供人坐下的地方。一般會設置椅子供坐下。有些付費公共場所的座位有編號，持票者需按照票上的編號去坐對應的座位，稱為「對號入座」。或是依排隊順序先到先得。有些設施有著不准霸位的規定。